# Markus Braun (Musiker)
Markus Braun (* 1981 in Wipperfürth) ist ein deutscher Musiker des Modern Jazz (Kontrabass, auch E-Bass) und Toningenieur.

## Leben
Braun lernte mit acht Jahren elektrische Heimorgel, um dann mit zehn Jahren Trompete zu spielen. Mit 14 Jahren begeisterte er sich für Punkrock und begann E-Bass zu spielen; ab 1995 erhielt er Unterricht; ab 2001 nahm er zusätzlich Kontrabass-Unterricht bei Gunnar Plümer. Seit 2002 studierte er an der Folkwang-Hochschule Bass bei Michael Schürmann und John Goldsby; 2003 wechselte er an das Institut für Musik und Medien der Robert Schumann Hochschule Düsseldorf, wo er das Studium Ton und Bild absolvierte. Zwischen 2004 und 2006 gehörte er zum Bundesjazzorchester und 2007 zur European Masterclass Bigband, beide unter Leitung von Peter Herbolzheimer.
Mit Oliver Maas und Bernd Oezsevim bildete Braun 2002 das Trio Invisible Change, mit dem er drei Alben einspielte. Mit Klaus Heidenreich, Tobias Wember und Silvio Morger gründete er die Band Hornstrom; auch war er mehrere Jahre Mitglied der Bands von Maxime Bender, mit dem er auch mehrere Alben einspielte. Auch tritt er mit der Band Leenders auf und ist auf Alben von Anne Czichowsky und Laia Genc zu hören. Als Toningenieur nahm er Alben von Matthias Bergmann, Matthias Schriefl, Frederik Köster, Robert Landfermann, Tobias Christl, Arne Donadell, Sven Decker oder Katrin Scherer auf bzw. produzierte sie und war auch an Aufnahmen von  Udo Moll, Sidsel Endresen, Elliott Sharp, Stefano Scodanibbio, Matthias Muche und Sebastian Gramss beteiligt.

## Preise und Auszeichnungen
Auf dem Haarlemer „Bigband Concours“ wurde Braun 2003 mit einem Solistenpreis ausgezeichnet. 2003 erhielt er den ersten Preis beim Wettbewerb „Kleiner Jazz-Löwe“. Mit der Band Hornstrom erhielt er 2007 den New Generation Jazzpreis Straubing und im Folgejahr den Biberacher Jazzpreis.

## Diskographische Hinweise
- JazzStones Trio Plays the Rolling Stones (RecordJet 2019, mit Stefan Heidtmann, Marcel Wasserfuhr)
- Maxime Bender Orchestra Fellowship (Jazzsick 2010)
- Hornstrom Endlich Sinnfrei (TBR 2008)
- Pop Goes Jazz Overload (2007, Intrepid Records 2007; mit Holger Werner, Frank Scheele, Pablo Held, Silvio Morger)
- Oliver Maas Invisible Change (JazzHausMusik 2005)